# دورا ديامانت
دورا ديامانت (بالبولندية: Dora Diamant)‏ هي عاملة اجتماعية وممثلة بولندية، ولدت في 4 مارس 1898 في Pabianice ‏ في بولندا، وتوفيت في 15 أغسطس 1952 في لندن في المملكة المتحدة بسبب قصور كلوي.